# Neofusicoccum ribis
Neofusicoccum ribis är en svampart som först beskrevs av Slippers, Crous & M.J. Wingf., och fick sitt nu gällande namn av Crous, Slippers & A.J.L. Phillips 2006. Neofusicoccum ribis ingår i släktet Neofusicoccum och familjen Botryosphaeriaceae.   Inga underarter finns listade i Catalogue of Life.